# 室井ちあし
室井 ちあし（むろい ちあし、1965年〈昭和40年〉7月9日 - ）は、日本の運輸・国土交通技官。

## 来歴
大阪府出身。吹田市で育ち、子どもの頃から気象に関心があり、中学生の頃にはNHKラジオの気象通報を聞きながら天気図を作成していた。その後、大阪府立春日丘高等学校を経て、1990年（平成2年）、東京大学理学部地球物理学科を卒業。同年気象庁に入庁。入庁当時は予報官が観測データをもとに手書きで天気図を作成し、予報官の経験と知識で天気を予報する手法を取っていたが、室井はその後のスーパーコンピュータによる天気予報技術の開発に携わり、煩雑なプログラムの更新作業のために1週間庁舎に泊まって作業をすることもあった。
入庁後は札幌管区気象台、予報部、気象研究所予報研究部、予報部予報官、同部数値予報課数値予報班長などを経て、2014年（平成26年）4月1日、札幌管区気象台気象防災部長に就任。在任中、北海道内で史上初めて大雨特別警報を発表し、札幌市や千歳市の約90万人に避難勧告が出た際には各自治体に電話で対応を促すなどした。その後、予報部予報課アジア太平洋気象防災センター所長、同部数値予報課長、情報基盤部情報政策課長、総務部企画課長を歴任。
2023年（令和5年）1月5日、札幌管区気象台長に就任。
2024年（令和6年）1月10日、大気海洋部長に就任。
2025年（令和7年）1月17日、気象防災監に就任。

## 年譜
- 1990年（平成2年）
  - 東京大学理学部地球物理学科卒業[4]
  - 気象庁入庁[4]
  - 札幌管区気象台[4]
- 1992年（平成4年）- 気象庁予報部[4]
- 2001年（平成13年）- 気象研究所予報研究部[4]
- 2006年（平成18年）- 気象庁予報部予報官[4]
- 2010年（平成22年）- 気象庁予報部数値予報課数値予報班長[4]
- 2014年（平成26年）4月 - 札幌管区気象台気象防災部長[11]
- 2016年（平成28年）3月 - 気象庁予報部予報課アジア太平洋気象防災センター所長[12]
- 2018年（平成30年）4月 - 気象庁予報部数値予報課長[13]
- 2020年（令和2年）10月 - 気象庁情報基盤部情報政策課長[14]
- 2021年（令和3年）1月 - 気象庁総務部企画課長[15]
- 2023年（令和5年）1月 - 札幌管区気象台長[9][10]
- 2024年（令和6年）1月 - 気象庁大気海洋部長[7][8]
- 2025年（令和7年）1月 - 気象防災監[5][6]

## 著書
- 現代天気予報学：現象から観測・予報・法制度まで（古川武彦共著、2012年10月、朝倉書店、ISBN 978-4-25-416124-3）

#### リスト
1. ↑  [12][13][14][15]